# Frritt-Flacc
Frritt-Flacc este o povestire apartinând genului literaturii de groază scrisă de Jules Verne. A fost publicată pentru prima oară în decembrie 1884 în revista Le Figaro illustré și într-o versiune remaniată în 1886 împreună cu romanul Un bilet de loterie ca parte a seriei Voyages extraordinaires.

## Povestea
| “ | Fritt!... este vântul, care s-a dezlănțuit. Flacc!... este ploaia care cade în torente - Începutul acestei scrieri | ” |

Doctorul Trifulgas locuiește în micul orășel imaginar de coastă Luktrop. El este bogat și lucrează numai pentru cei bogați. Într-o noapte, în timpul unei furtuni, o fată bate la ușă. Tatăl ei, un pescar sărac, este pe moarte. Întrucât fata nu are bani, Trifulgas merge înapoi la culcare. În curând cineva bate din nou. Este soția pescarului, care are câțiva bani, dar nu suficienți, astfel încât medicul merge înapoi la culcare. Furtuna devine și mai puternică atunci când altcineva bate la ușă. Este mama pescarului, care dispune de suficienți bani pentru a-l face pe medic să o urmeze. O privire asupra muribundului îl îngrozește pe Trifulgas - el aproape obligat merge la sărac , însă omul nu mai are nici o șansă și își dă ultima suflare în mâinile doctorului .Trifulgas se întoarce acasă în pat în timp ce furtuna este mai gălăgioasă și el este complet adormit aude pe cineva bătând la geam , el se trezește și se uită la geam văzând două mâini și auzind o voce ce-l strigă pe nume se sperie și privind văzu chipul uni om , era chipul pescarului ce încerca să intre în casa ....strigând cu o voce îngrozitoare am să te omor , din cauza ta am murit eu acum nu mai ai nici o scăpare....era fantoma pescarului și lovind geamul cu o piatră îl sparge și intră în casa .....doctorul nu avu nici o scăpare și murise chinuit apoi a fost târât și îngropat în față vilei sale .

## Asemănări cu alte opere
Povestirea amintește de nuvela "Colind de Crăciun" a lui Charles Dickens, apărută în 1843. În ambele este vorba despre un om interesat doar de partea financiară, în inima căruia nu este loc pentru compasiune: Scrooge și Trifulgas. Ambele personaje sunt vizitate pe parcursul unei nopți de trei ființe (spiritul trecutului, prezentului și viitorului în cazul lui Scrooge, fiica, soția și mama pescarului în cazul lui Trifulgas), care le oferă celor doi ocazia de a-și schimba felul de a fi. În final, ambii sunt confruntați cu propria moarte.

## Teme abordate în cadrul povestirii
- Genul horror, mai rar întâlnit în operele verniene (printre puținele opere cu accente de acest gen numărându-se Castelul din Carpați sau Secretul lui Wilhelm Storitz)
- Dragostea de avere, temă prezentă în multe scrieri ale lui Jules Verne, care condamnă această înclinație (vezi Vulcanul de aur, Uimitoarele peripeții ale jupânului Antifer sau Goana după meteor)

## Lista personajelor
- Doctorul Trifulgas
- Vort Kartif, pescar
- Fiica lui Vort Kartif
- Soția lui Vort Kartif
- Mama lui Vort Kartif
- Edzingov
- Hurzof, câinele lui Trifulgas

## Traduceri în limba română
Povestirea a fost tradusă în limba română de Andrei Niculescu și a apărut în Almanah România Literară 1987.